# Aruba na Letních olympijských hrách 2008
Arubu reprezentovali na Letní olympiádě 2008 jen 2 sportovci.

## Plavání
Jan Roodzant
- vyhrál rozplavbu 2 ale časem 51.69 obsadil 53. místo na 100 m volným stylem

## Judo
- Fiderd Vis vypadl v 1. kole s Lei Guo/CHN